# Pâncreas exócrino

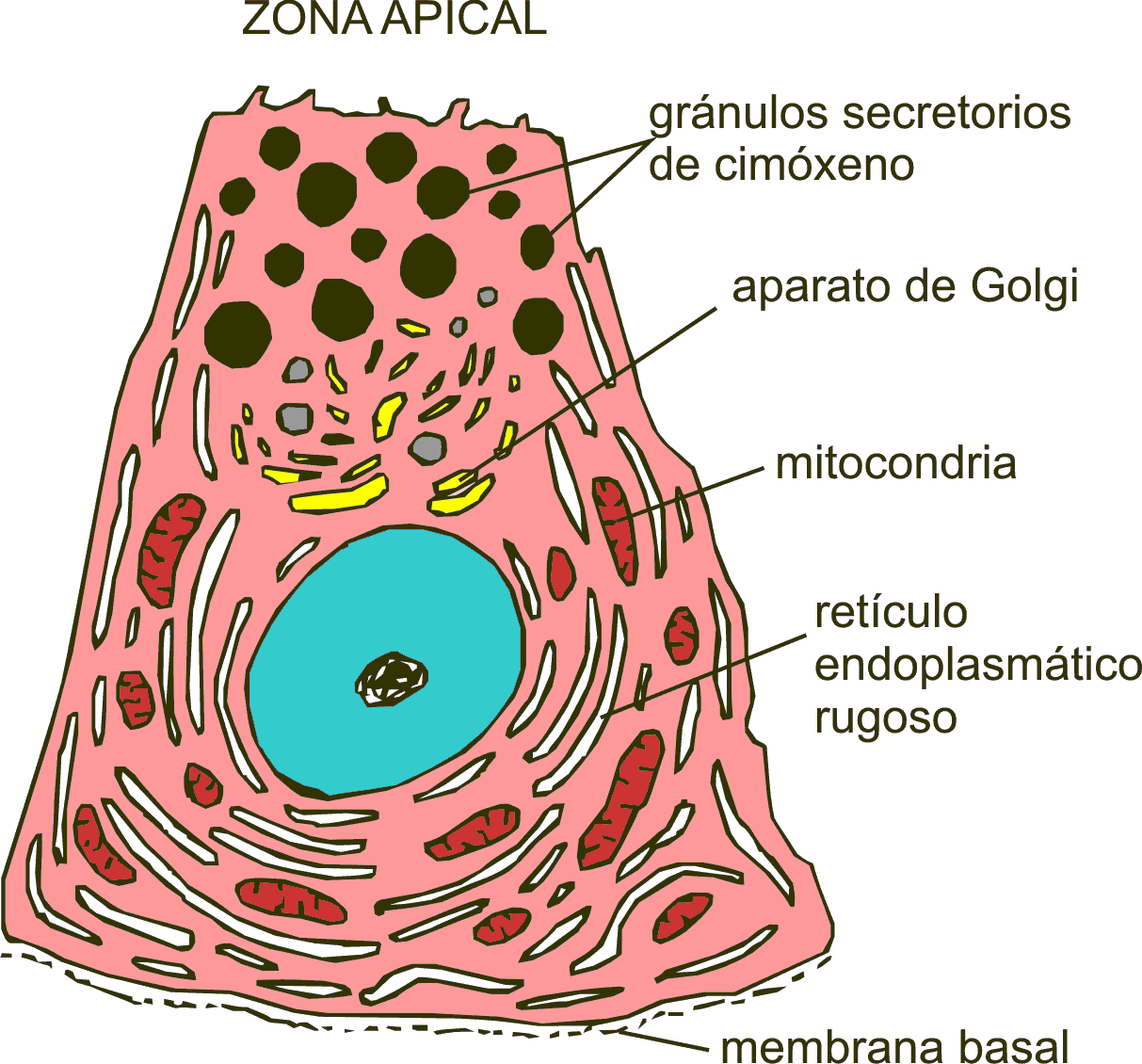
Os ácinos pancreáticos formam cachos de células piramidais que armazenam grânulos secretórios zimógenos (precursores de enzimas) na parte apical e os liberam no ducto pancreático.

O pâncreas exócrino é a parte do pâncreas dos mamíferos que produz e secreta enzimas digestivas e bicarbonato diluídos em água. Seu pH varia entre 8 e 8,3, graças a grandes quantidades de bicarbonato, e serve para neutralizar os ácidos estomacais que entram no intestino.
A produção de enzimas pancreáticas é estimulada pela Colecistoquinina (CCK), liberada quando gorduras e proteínas chegam ao duodeno. São produzidas diversas enzimas dentre elas:
- Amilase para digerir carboidratos (amido);
- Lipase para digerir gordura (triacilgliceróis);
- Tripsinógeno e quimotripsinógeno que quando entram em contato com a enteroquinase formam tripsina e quimotripsina para digerir proteínas;
- Nucleases para digerir ácidos nucleicos;

Os ácidos pancreáticos estão ligados através de finos condutos, por onde sua secreção é levada até um condutor maior, o ducto pancreático (canal de Wirsung), que desemboca no duodeno, durante a digestão alcalina. Esse ducto é aberto ao ser estimulado pela secretina, hormônio duodenal que alerta sobre a acidez intestinal.
A distensão do duodeno, ingestão de cálcio, aminoácidos, álcool, ácidos graxos e alimentos ácidos leva ao estímulo da secreção de colecistocinina e gastrina.